# Takuya Koyama
Takuya Koyama (japanisch 小山 拓哉 Koyama Takuya; * 20. April 1997 in der Präfektur Tokio) ist ein japanischer Fußballspieler.

## Karriere
Koyama erlernte das Fußballspielen in der Jugendmannschaft vom FC Tokyo. Seinen ersten Vertrag unterschrieb er 2016 beim FC Tokyo. Der Verein spielte in der höchsten Liga des Landes, der J1 League. Die U23-Mannschaft des Vereins spielte in der dritten Liga, der J3 League. Bereits als Jugendspieler absolvierte er 16 Drittligaspiele.